# Ernest Mustard
Ernest Andrew Mustard (becenevén: Leopárd, Ausztrália, 1893. szeptember 21. – 1971. október 10.) az Ausztrál Légierő (Australian Flying Corps) egyik híres ászpilótája volt. Szolgálata során 5 igazolt légi győzelmet szerzett, és helytállásért még a brit Kiváló Repülő Kereszt kitüntetést is megkapta.

## Élete

### Ifjúkora
Mustard 1893-ban született Ausztráliában, Oakleigh városában (Victoria állam). 

### Katonai szolgálata
Valószínűleg Mustard már 1917 előtt belépett a hadseregbe, erről azonban a forrás nem tesz említést. A 29. ausztrál zászlóalj katonájaként harcolt Gallipoli csatában, majd azt követően 1917-ben csatlakozott a légierőhöz.
Az 1. ausztrál repülőszázadhoz osztották be, s a háború végéig ebben a században szolgált. Gépe egy 2 személyes Bristol Fighter repülőgép volt, amelyben mint megfigyelő tevékenykedett, Ross Smith pilóta mellett. Érdekesség, hogy bár Mustard nem volt hivatásos pilóta, csupán megfigyelő (lövész) bekerült az ászpilóták közé. Első légi győzelmét 1918. május 7-én szerezte meg Jenin légterében. Néhány hónappal később társával Mufrak közelében repültek, s néhány óra leforgása alatt 4 ellenséges repülőgépet (3 db Pfalz D.III, és 1 db Kétüléses) lőttek le, megszerezve ezzel Mustard 5. légi győzelmét. Mustard a háború során már nem szerzett több győzelmet. 

### Légi győzelmei
| Sorszám | Dátum                | Egység          | Ellenfél    |
| ------- | -------------------- | --------------- | ----------- |
| 1       | 1918. május 7.       | 1. repülőszázad | Kétüléses   |
| 2       | 1918. szeptember 22. | 1. repülőszázad | Kétüléses   |
| 3       | 1918. szeptember 22. | 1. repülőszázad | Pfalz D.III |
| 4       | 1918. szeptember 22. | 1. repülőszázad | Pfalz D.III |
| 5       | 1918. szeptember 22. | 1. repülőszázad | Pfalz D.III |

### További élete
Mustard a háború után nevét Mustar-ra módosította, de a második világháború befejezéséig az Ausztrál Királyi Légierő pilótája maradt. A forrás nem tesz említést további életéről. 